# Жендовице (Мехувский повет)
Жендови́це (пол. Rzędowice) — село в Польше в сельской гмине Ксёнж-Вельки Мехувского повета Малопольского воеводства.
Село располагается в 4 км от административного центра гмины села Ксёнж-Вельки, в 10 км от административного центра повета города Мехув и в 44 км от административного центра воеводства города Краков.
В 1975—1998 годах село входило в состав Келецкого воеводства.